# Ortal
Marie Ortal Malka, más conocida como Ortal u Ortal Malka, es una cantante francesa, nacida en Israel.

## Carrera
Empezó a cantar a los 16 años, pero lo hizo de manera profesional a partir del año 2000. Ortal se trasladó a España y formó parte del grupo Gipsy Sound.
Festival de Eurovisión 2005
Era prácticamente desconocida como artista hasta que participó en la selección del participante francés en el Festival de Eurovision de 2005 y ganó. En Kiev, Ucrania cantó "Chacun pense à soi" ("Todo el mundo piensa en sí mismo"), quedando en la posición número 23 de 24 participantes con 11 puntos.